# 東アジアサッカー選手権2008
東アジアサッカー選手権2008は、2008年2月17日から2月24日にかけて、中国の重慶で開催された第3回目の東アジアサッカー選手権である。当初は2007年に開催される予定であったが、AFCアジアカップが同年に開催されることになったため2008年に開催されることとなった。東アジア女子サッカー選手権2008も並行して開催された。
男子は韓国が2大会ぶり2回目の優勝、女子は日本が初優勝した。

## 開催方式

### 男子
参加は東アジアサッカー連盟（EAFF）に加盟・準加盟しているすべての国と地域である。予選大会と決勝大会が行われるがこのうち日本、韓国、中国の3チームは予選大会を免除される。また、FIFAランキング下位のグアムとEAFF準加盟の北マリアナ諸島は2007年3月25日と4月1日にホーム・アンド・アウェーによる予選大会プレーオフを実施し、勝者が予選大会に出場する。
予選大会
2007年6月17日から6月24日の日程でマカオで開催される。
チャイニーズタイペイ、香港、北朝鮮、マカオ、モンゴルと、グアム/北マリアナ諸島の勝者が3チームずつ2グループに分かれて総当りリーグ戦を実施し、各グループ1位が決勝に進出し、決勝の勝者が決勝大会に出場する。
決勝大会
予選大会をシードされた日本、韓国、中国と予選大会を勝ちあがった1チームによる総当りリーグ戦を実施する。

### 女子
参加は中国、北朝鮮、日本、韓国、チャイニーズ・タイペイ、グアム、香港の7チームで今大会から予選大会を実施する。中国、北朝鮮、日本の3チームは予選大会がシードされる。
予選大会
2007年7月1日から7月5日の日程でグアムで開催される。
韓国、チャイニーズ・タイペイ、グアム、香港による総当りリーグ戦を実施し、上位1チームが決勝大会に進出する。
決勝大会
予選大会をシードされた中国、北朝鮮、日本と予選大会を勝ちあがった1チームによる総当りリーグ戦を実施する。

## 男子結果

### 予選大会プレーオフ
| 2007年3月25日 16:00 |

| 北マリアナ諸島           | 2 - 3    | グアム                                           |
| Mark McDonald 57分, 75分 | レポート | Alan Jamison 9分 · Zachary Pangelinan 65分, 78分 |

| オレアイ・スポーツ・コンプレックス（サイパン） |

| 2007年4月1日 18:00 |

| グアム | 9 - 0    | 北マリアナ諸島 |
| Zachary Pangelinan 6分, 21分, 42分, 54分, 61分 · Marvin Mendoza 56分 · エリアス・メルファーレン 57分 · Alan Jamison 85分 · Edward Calvo 91分 | レポート |                |

| グアムナショナルフットボールスタジアム（ハガニア） 観客数: 1324人 |

### 予選大会

#### グループ A
| 順 | チーム   | 試 | 勝 | 分 | 敗 | 得 | 失 | 差  | 点 |
| -- | -------- | -- | -- | -- | -- | -- | -- | --- | -- |
| 1  | 北朝鮮   | 2  | 2  | 0  | 0  | 14 | 1  | +13 | 6  |
| 2  | マカオ   | 2  | 0  | 1  | 1  | 1  | 7  | −6  | 1  |
| 3  | モンゴル | 2  | 0  | 1  | 1  | 0  | 7  | −7  | 1  |

出典: EAFF.com
| 2007年6月17日 18:00 |

| マカオ | 0 - 0    | モンゴル |
|        | レポート |          |

| 澳門運動場（マカオ） 観客数: 300人 主審: 松尾一 |

| 2007年6月19日 18:00 |

| 北朝鮮                                                                     | 7 - 0    | モンゴル |
| Ri Kum-Chol 27分, 43分 · 鄭大世 29分, 33分, 34分, 54分 · Sin Yong-Nam 35分 | レポート |          |

| 澳門運動場（マカオ） 観客数: 300人 主審: 扇谷健司 |

| 2007年6月21日 18:00 |

| 北朝鮮                                                                          | 7 - 1    | マカオ             |
| Ri Kum-Chol 5分, 18分 · 鄭大世 10分 (pen), 12分, 28分, 60分 · Pak Chung-Il 68分 | レポート | Chan Kin Seng 46分 |

| 澳門運動場（マカオ） 観客数: 300人 主審: Wan Daxue |

#### グループ B
| 順 | チーム               | 試 | 勝 | 分 | 敗 | 得 | 失 | 差  | 点 |
| -- | -------------------- | -- | -- | -- | -- | -- | -- | --- | -- |
| 1  | 香港                 | 2  | 1  | 1  | 0  | 16 | 2  | +14 | 4  |
| 2  | チャイニーズタイペイ | 2  | 1  | 1  | 0  | 11 | 1  | +10 | 4  |
| 3  | グアム               | 2  | 0  | 0  | 2  | 1  | 25 | −24 | 0  |

出典: EAFF.com
| 2007年6月17日 15:00 |

| グアム | 0 - 10   | チャイニーズタイペイ |
|        | レポート | Lo Chih En 7分, 28分, 72分, 88分 · Tsai Hui-Kai 20分 · Feng Pao Hsing 25分, 38分 · Chen Po-Liang 52分, 68分 · Huang Cheng-Tsung 74分 |

| 澳門運動場（マカオ） 観客数: 45021人 主審: Wan Daxue |

| 2007年6月19日 15:00 |

| 香港             | 1 - 1    | チャイニーズタイペイ |
| Lo Chi Kwan 56分 | レポート | Huang Wei Yi 51分    |

| 澳門運動場（マカオ） 観客数: 200人 主審: Kim Eui Soo |

| 2007年6月21日 15:00 |

| 香港 | 15 - 1   | グアム              |
| Chan Siu Ki 4分, 20分, 36分, 40分, 50分 · Lo Kwan Yee 8分, 40分 · Poon Yiu Cheuk 21分 · Cheng Siu Wai 31分 · Lo Chi Kwan 38分 · Cristiano Preigchadt Cordeiro 56分 · （Dominic Gadia） 67分 (OG) · Law Chun Bong 73分 · Gerard Ambassa Guy 76分 · Luk Koon Pong 86分 | レポート | Chris Mendiola 33分 |

| 澳門運動場（マカオ） 観客数: 300人 主審: 松尾一 |

#### 5位決定戦
| 2007年6月23日 15:00 |

| グアム                                           | 2 - 5    | モンゴル |
| Zachary Pangelinan 2分 (PK) · Chris Mendiola 8分 | レポート | （Carlo Rey Tambora） 24分 (OG) · Bayarzorig Davaa 37分, 42分 · ガリドマグナイ・バヤスガラン 46分 · Anar Batchuluun 75分 |

| 澳門運動場（マカオ） 観客数: 100人 主審: Wan Daxue |

#### 3位決定戦
| 2007年6月24日 15:00 |

| チャイニーズタイペイ | 7 - 2    | マカオ                                              |
| Huang Wei Yi 3分 · Feng Pao Hsing 42分 · Kuo Chun Yi 52分 (pen) · Chen Po Liang 56分 · Lo Chih En 57分, 90+1分 · Lo Chih An 79分 | レポート | Geofredo De Sousa Cheung 48分 · Leong Chong In 78分 |

| 澳門運動場（マカオ） 観客数: 200人 主審: Kim Eui Soo |

#### 決勝戦
| 2007年6月24日 18:00 |

| 北朝鮮      | 1 - 0    | 香港 |
| 文人国 82分 | レポート |      |

| 澳門運動場（マカオ） 観客数: 300人 主審: 扇谷健司 |

#### 表彰
| 最優秀GK     | 最優秀DF      | 得点王 | MVP    | フェアプレー賞 |
| ------------ | ------------- | ------ | ------ | -------------- |
| Fan Chun Yip | Nam Song-Chol | 鄭大世 | 文人国 | マカオ         |

### 決勝大会
| 順 | チーム         | 試 | 勝 | 分 | 敗 | 得 | 失 | 差 | 点 |
| -- | -------------- | -- | -- | -- | -- | -- | -- | -- | -- |
| 1  | 韓国           | 3  | 1  | 2  | 0  | 5  | 4  | +1 | 5  |
| 2  | 日本           | 3  | 1  | 2  | 0  | 3  | 2  | +1 | 5  |
| 3  | 中華人民共和国 | 3  | 1  | 0  | 2  | 5  | 5  | 0  | 3  |
| 4  | 北朝鮮         | 3  | 0  | 2  | 1  | 3  | 5  | −2 | 2  |

出典: EAFF.com
| 2008年2月17日 15:30 |

| 中華人民共和国          | 2 - 3    | 韓国                              |
| 周海浜 46分 · 劉健 61分 | レポート | 朴主永 42分, 63分 · 郭泰輝 90+1分 |

| 重慶市奥林匹克体育中心（重慶） 観客数: 25,000人 主審: モフセン・トーキー |

| 2008年2月17日 18:15 |

| 日本          | 1 - 1    | 北朝鮮     |
| 前田遼一 81分 | レポート | 鄭大世 5分 |

| 重慶市奥林匹克体育中心（重慶） 観客数: 15,000人 主審: Choi Myung-Yong |

| 2008年2月20日 18:15 |

| 中華人民共和国 | 0 - 1    | 日本          |
|                | レポート | 山瀬功治 17分 |

| 重慶市奥林匹克体育中心（重慶） 観客数: 38,000人 主審: Tae Song |

| 2008年2月20日 20:45 |

| 韓国        | 1 - 1    | 北朝鮮      |
| 廉基勳 20分 | レポート | 鄭大世 72分 |

| 重慶市奥林匹克体育中心（重慶） 観客数: 20,000人 主審: 高山啓義 |

| 2008年2月23日 18:15 |

| 日本          | 1 - 1    | 韓国        |
| 山瀬功治 67分 | レポート | 廉基勳 15分 |

| 重慶市奥林匹克体育中心（重慶） 観客数: 29,000人 主審: 譚海 |

| 2008年2月23日 20:45 |

| 中華人民共和国                               | 3 - 1    | 北朝鮮            |
| Zhu Ting 45分 · Wang Dong 55分 · 蒿俊閔 88分 | レポート | チ・ユンナム 35分 |

| 重慶市奥林匹克体育中心（重慶） 観客数: 30,500人 主審: モフセン・トーキー |

#### 優勝国
| 東アジアサッカー選手権2008優勝国 |
| -------------------------------- |
| · 韓国 · 2大会ぶり2回目          |

#### 表彰
| 賞             | 受賞選手・チーム | 備考  |
| -------------- | ---------------- | ----- |
| 大会MVP        | 金南一           | 優勝  |
| 得点王         | 朴主永           | 2得点 |
| 得点王         | 廉基勲           | 2得点 |
| 得点王         | 山瀬功治         | 2得点 |
| 得点王         | 鄭大世           | 2得点 |
| 最優秀GK       | 李明國           |       |
| 最優秀DF       | 中澤佑二         |       |
| フェアプレー賞 | 韓国             | 1回目 |

## 女子結果

### 予選大会
| 順 | チーム               | 試 | 勝 | 分 | 敗 | 得 | 失 | 差  | 点 |
| -- | -------------------- | -- | -- | -- | -- | -- | -- | --- | -- |
| 1  | 韓国                 | 3  | 3  | 0  | 0  | 13 | 1  | +12 | 9  |
| 2  | チャイニーズタイペイ | 3  | 2  | 0  | 1  | 14 | 4  | +10 | 6  |
| 3  | 香港                 | 3  | 1  | 0  | 2  | 2  | 12 | −10 | 3  |
| 4  | グアム               | 3  | 0  | 0  | 3  | 1  | 13 | −12 | 0  |

出典: EAFF.com
| 2007年7月1日 13:00 |

| グアム       | 1 - 2    | 香港                              |
| Paulino 35分 | レポート | Kwong Wing Yan 6分 · He Ying 68分 |

| レオパレス・リゾート・メインスタジアム（グアム） 観客数: 300人 主審: 深野悦子 |

| 2007年7月1日 16:00 |

| チャイニーズタイペイ | 1 - 4    | 韓国                                                                        |
| Lin Yu-hui 70分      | レポート | Kim Joo-hee 15分 · Park Hee-young 24分 · Kim Yoo-mi 29分 · Jung Hae-in 88分 |

| レオパレス・リゾート・メインスタジアム（グアム） 観客数: 200人 主審: Gani Rita |

| 2007年7月3日 13:00 |

| 韓国                                                  | 3 - 0    | 香港 |
| Kim Yoo-mi 30分 · Lee Sae-eun 33分 · Kim Joo-hee 56分 | レポート |      |

| レオパレス・リゾート・メインスタジアム（グアム） 観客数: 300人 主審: カムヌン・パニパー |

| 2007年7月3日 16:00 |

| グアム | 0 - 5    | チャイニーズタイペイ                                       |
|        | レポート | Lin Chiung-ying 18分, 65分 · Tsai Li-chen 52分, 77分, 82分 |

| レオパレス・リゾート・メインスタジアム（グアム） 観客数: 300人 主審: Mai Hoang Trang |

| 2007年7月5日 13:00 |

| チャイニーズタイペイ                                                                                            | 8 - 0    | 香港 |
| Yu Hsui-chin 36分 · Lin Yu-hui 49分, 58分, 64分, 76分 · Tsai Li-chen 61分 · Kuo Tzu-hui 80分 · Tseng Shu-o 88分 | レポート |      |

| レオパレス・リゾート・メインスタジアム（グアム） 観客数: 100人 主審: カムヌン・パニパー |

| 2007年7月5日 16:00 |

| グアム | 0 - 6    | 韓国                                                       |
|        | レポート | Cha Yun-hee 1分 · Kim Joo-hee 23分, 26分, 33分, 49分, 59分 |

| レオパレス・リゾート・メインスタジアム（グアム） 観客数: 300人 主審: 深野悦子 |

### 決勝大会
| 順 | チーム         | 試 | 勝 | 分 | 敗 | 得 | 失 | 差 | 点 |
| -- | -------------- | -- | -- | -- | -- | -- | -- | -- | -- |
| 1  | 日本           | 3  | 3  | 0  | 0  | 8  | 2  | +6 | 9  |
| 2  | 北朝鮮         | 3  | 1  | 1  | 1  | 6  | 3  | +3 | 4  |
| 3  | 中華人民共和国 | 3  | 1  | 1  | 1  | 3  | 5  | −2 | 4  |
| 4  | 韓国           | 3  | 0  | 0  | 3  | 2  | 9  | −7 | 0  |

出典: EAFF.com
| 2008年2月18日 17:00 |

| 北朝鮮                         | 2 - 3    | 日本                                       |
| 李今淑 37分 · Ri Un-Gyong 54分 | レポート | 安藤梢 3分 · 宮間あや 81分 · 澤穂希 90+3分 |

| 永川体育中心（重慶） 主審: Cha Sung-Mi |

| 2008年2月18日 19:30 |

| 中華人民共和国                | 3 - 2    | 韓国                      |
| 韓端 9分, 78分 · Xu Yuan 86分 | レポート | Park Hee-young 59分, 66分 |

| 永川体育中心（重慶） 観客数: 23,000人 主審: カムヌン・パニパー |

| 2008年2月21日 17:00 |

| 日本                          | 2 - 0    | 韓国 |
| 荒川恵理子 16分 · 大野忍 56分 | レポート |      |

| 永川体育中心（重慶） 観客数: 20,000人 主審: Shen Huangying |

| 2008年2月21日 19:30 |

| 中華人民共和国 | 0 - 0    | 北朝鮮 |
|                | レポート |        |

| 永川体育中心（重慶） 観客数: 23,000人 主審: Cha Sung-Mi |

| 2008年2月24日 17:00 |

| 韓国 | 0 - 4    | 北朝鮮                                                     |
|      | レポート | Kim Yong-Ae 53分, 78分 · Hong Myong-Gum 68分 · 李今淑 69分 |

| 永川体育中心（重慶） 観客数: 25,000人 主審: 馬場佐知子 |

| 2008年2月24日 19:30 |

| 中華人民共和国 | 0 - 3    | 日本                              |
|                | レポート | 大野忍 19分, 42分 · 永里優季 55分 |

| 永川体育中心（重慶） 観客数: 25,000人 主審: カムヌン・パニパー |

#### 優勝国
| 東アジア女子サッカー選手権2008優勝国 |
| ------------------------------------ |
| · 日本 · 初優勝                      |

#### 表彰
| 賞             | 受賞選手・チーム | 備考   |
| -------------- | ---------------- | ------ |
| 大会MVP        | 澤穂希           | 優勝   |
| 得点王         | 大野忍           | 3得点  |
| 最優秀GK       | 張艶茹           | 3位    |
| 最優秀DF       | 紅明今           | 準優勝 |
| フェアプレー賞 | 日本             | 2回目  |

## ラフプレー
今大会、開催国である中国の男子代表はラフプレーを連発し、韓国戦で5度、日本戦で4度、北朝鮮戦で8度の警告と2人の退場処分を受けた。日本戦では安田理大がシュートに向かった際に、中国代表GK宗磊から明らかに故意と見られる跳び蹴りを受けた。このプレーで安田は負傷退場し、地元中国のメディアやファンからも非難を受ける結果となった。
アジアサッカー連盟の規定では、1試合当たり4度以上の警告を受けると罰金の対象となるため、韓国戦について1500ドル、日本戦について3000ドル、北朝鮮戦について1万ドルの罰金を受けた。また男子北朝鮮代表も韓国戦で4度の警告を受け、1500ドルの罰金を受けた。東アジアサッカー連盟は、2010年に日本で予定される次回大会では、担当審判員を対象に講習会を実施する方針を決めた。

## 試合中継
- 地上波ではTBS系列で日本戦を中継。男子の試合は生中継し、女子の試合は中継録画で放送(但し、女子の試合は一部地域の系列局を除く)。
- BS-iは女子の日本戦を生中継し、男子全試合は録画中継。
- TBSチャンネルは女子の日本戦と日本代表が登場しない男子の試合を生中継。男子の日本戦は録画中継。